# حكمت محسن
حكمت محسن (1328- 1388 هـ / 1910- 1968 م) من روَّاد فن الدراما في سـورية، ومن مؤسسي الدراما الشعبية السورية إذاعيًّا ومسرحيًّا وتلفازيًّا، وهو فنان متعدِّد المواهب؛ ممثل وقاص شعبي ومخرج وكاتب درامي وناظم للزَّجَل. عُرف واشتَهَر بشخصية (أبو رشدي)، وطوَّر شخصيات شهيرة أحبَّها المجتمع السوري، مثل: أبو فهمي، وأبو صياح، وأم كامل. كان صوته ثالثَ صوتٍ بُثَّ عبر أثير الإذاعة السورية عند افتتاحها عام 1947م، حين أدَّى على الهواء مباشرة مونولوجًا من تأليفه وألحانه.

## ولادته ونشأته
وُلد حكمت بن مصطفى بن صبحي محسن في إستانبول عام 1328هـ/ 1910م، لأبوين دمشقيين؛ هما مصطفى بن صبحي محسن، وخيرية عاشور. كان والدُه ضابطًا في الجيش العثماني في إستانبول، ومع بداية الحرب العالمية الأولى أرسل زوجتَه وابنه إلى دمشق حرصًا على سلامتهما. وحين استولى حزبُ الاتحاد والترقي على الحُكم في تركيا واتبعَ سياسة التتريك العنصرية، عارضَ مصطفى صبحي سياسة الحزب، فنُفيَ إلى اليمن، ثم أُعيدَ إلى إستانبول واعتُقِل، ثم انقطعَ خبرُه وخفِيَ أثرُه.
وباختفاء الأب نُكِبَت أسرته في دمشق، وعاشت في ظروف صعبة، من الفقر والعَوَز؛ واضطُرَّت أمُّه للعمل في الخياطة والتنظيف في البيوت، لكنَّها مع ذلك حرَصَت على تعليمه، فأدخلته مدرسة الإسعاف الخيري. ولكنَّ ضيق الحال أجبره على ترك المدرسة وهو في العاشرة من عمره؛ ليعمل ويساعد أمَّه، فعمل في مهن مختلفة؛ خيَّاطًا وحدَّادًا وماسحَ أحذية، حتى استقرَّ في مهنة المنجِّد (تنجيد الأرائك ونحوها)، وقد أتقنها وأبدع فيها ثم افتتح فيما بعد محلًّا للتنجيد في سوق الأروام في حيِّ الحريقة، ثم أسَّس ورأَسَ أولَ نقابة للمنجِّدين في سورية.

## بداياته الفنية
في عام 1924م شاهد حكمت محسن العروضَ المسرحية لفرقة أمين عطا الله المصرية في دمشق، فأحبَّ فنَّ التمثيل، وألحَّ على صاحبَي الفرقة سليم وأمين عطا الله بطلب الانضمام إلى الفرقة في عروضها في سورية ولبنان، وهو في الرابعةَ عشرةَ من عمره. كان يعمل في مساعدة الممثِّلين وحمل أمتعتهم وتنظيف غُرفهم مقابلَ أن يشارك على المسرح في أدوار ثانوية (كومبارس). وكانت أولى مشاركاته (كومبارس) في مسرحية (حمَّام بنت الملك). ثم في عام 1928م حظيَ بأول دور له فعلي وهو دور (الحماة).
وتعلَّم الموسيقا والعزف على العود سماعيًّا بنفسه، وبعد عودة الفرقة إلى مصر عام 1932م، أنشأ مع لفيفٍ من أصدقائه الهُواة فرقةً تمثيلية وأُخرى موسيقية، كان منهم عدنان قريش الذي صار موسيقيًّا وملحِّنًا كبيرًا. وسارت فرقتهم على خُطا رائد المسرح العربي أبي خليل القبَّاني؛ بتقديم التمثيليات في بعـض البيوت الدمشـقية الكبيرة، مع الأغاني والمونولوجات الناقدة لبعض العادات الاجتماعية السيئة، والمهاجِمة للاحتلال الفرنسي، وكانت كلُّها من كتابته وإبداعه، وحَظِيَت الفرقةُ بالقَبول.
ثم انتقل مع فرقته ليقدِّم عروضَه على مسارح دمشق، ومنها مسرحُ العباسية الذي كان أكبرَ مسارح العاصمة وقتئذٍ، ومن المسرحيات التي قدَّمتها الفرقة (أبو زينب بيَّاع الحلاوة). وفي هذه المرحلة أقبلَ على المسرحيات العالمية المترجَمة يقرؤها؛ ليعرفَ منها أصولَ الكتابة المسرحية.
في عام 1936 ساعده صديقُه وصفي المالح أحدُ الفنانين المشرفين على (نادي الفنون الجميلة) العريق في دمشق الذي أسسه الفنان توفيق العطري، ساعده على الانتساب إلى النادي، وأسند إليه عام 1938 دورَين في مسرحية (استقالة إبليس) أحدهما دور البربري مَرْجان، التي عُرضت على مسرح مدرسة اللاييك في شارع بغداد، وحضرها بعضُ النوَّاب والوجهاء على رأسهم فخري البارودي الذي أُعجبَ بأدائه، وزكي الخطيب، وعفيف الصُّلح. ونجح فيها نجاحًا كبيرًا، وكانت تلك أولَ بطولة له في حياته الفنية.
وقدَّم في النادي مجموعةً من التمثيليات المسرحية، والمونولوجات، ومثَّل دور البربري ناصر في مسرحية (الشهيد والطريد) عام 1941م، وكتب له وصفي المالح تمثيليتين (مرجان رئيس فرقة) و(مرجان في البيت المشبوه).
وفي تلك المرحلة شارك في بعض نشاطات نادي (دار الألحان والتمثيل) الذي أسَّسه الفنان عبد الوهَّاب أبو السعود، منها مسرحية (في ربوع الشام) من تأليف أبو السعود، وهي اجتماعية فُكاهية. وعمل أيضًا مع (فرقة حسن حمدان)، فكان يقدِّم بين فصول مسرحياتها فواصلَ فكاهيةً وأزجالًا ومونولوجاتٍ ناقدةً من تأليفه. وانضمَّ عام 1942 إلى (فرقة ناديا العريس) وشارك في عروضها الفنية.

في تسجيل تمثيلية بإذاعة الشرق الأدنى عام 1951م، من اليمين: حكمت محسن (أبو رشدي)، فهد كعيكاتي (أبو فهمي)، عبد السلام أبو الشامات (أبو إبراهيم)، طيبو الصيداوي، أنور البابا، رفيق السبيعي، تيسير السعدي.

## مسيرته الإذاعية
عند افتتاح الإذاعة الوطنية السورية (بعد الاستقلال وجلاء المحتل الفرنسي) في 17 نَيْسان 1947م، كان صوتُ حكمت محسن ثالثَ صوتٍ بُثَّ عبر أثيرها. فبعد أن افتتح الأميرُ يحيى الشهابي البثَّ بصوته معلنًا (هنا دمشق)، ألقى رئيسُ الجمهورية شُكري القُوَّتْلِي كلمة، ثم أدَّى حكمت محسن على الهواء مباشرةً بصوته مونولوجًا من كلماته وألحانه.
وفي السنة نفسها 1947م أُسِّسَت (الفرقة السورية للتمثيل والموسيقا) بمبادرة من الفنان تيسير السعدي المتخرِّج حديثًا في معهد التمثيل في القاهرة. وكان هدفه تقديمَ الأعمال الفنية والتمثيليات باللهجة العامية الشامية. وتولى رياسةَ الفرقة الكاتبُ ممتاز الركابي، ومن أعضائها الصحفي عباس الحامض، والمحامي الكاتب عبد الهادي الدركزللي، والممثلون فهد كعيكاتي، وأنور البابا، وعبد السلام أبو الشامات. وعُين أعضاء الفرقة موظفين في الإذاعة، وسُمِّي ممتاز الركابي رئيسًا لدائرة التمثيليات في إذاعة دمشق. وكان يكتب التمثيليات عبد الهادي الدركزللي ويُخرجها تيسير السعدي. واستعانت الفرقة بعد مدَّة بحكمت محسن للكتابة لها، وفي عام 1951 انضمَّ إلى الفرقة عضوًا فيها، وصار كاتبَها الوحيد إلى وفاته.
وتوزَّعَت مؤلفاتُه للفرقة على قسمين؛ الأول: التمثيليات الإذاعية عبر أثير إذاعة دمشق، وإذاعة الشرق الأدنى في قبرص. والثاني: المسرحيات والتمثيليات التي قدَّمتها الفرقة على المسرح. وتوقف تمامًا عن كتابة المونولوجات وتقديمها بعد انضمامه للفرقة.
وبدأ بتقديم التمثيليات الإذاعية التي كان يكتبها ويخرجها ويمثل فيها بنفسه، وبهذا يُعَدُّ من مؤسسي الدراما الشعبية السورية في الإذاعة والمسرح ثم في التلفزة، وهو مطوِّر شخصيات شهيرة أحبَّها الجمهور، ولازمت المجتمعَ السوري على مدار عقود طويلة، وجعل لكلٍّ منها طابعَها الخاص، مثل: أبو رشدي، وأبو فهمي، وأبو صياح، وأم كامل. ونال شهرةً واسعة وقَبولًا كبيرًا بالشخصية الشعبية (أبو رشدي) التي أدَّى فيها شخصيةَ الرجل الدمشقي المحترم الذي يقول الحقَّ ولو على قطع رأسه، مع الممثلَين فهد كعيكاتي بشخصية (أبو فهمي)، وأنور البابا بشخصية (أم كامل)، وأنشأ معهما (ثلاثيًّا فنيًّا) ناجحًا في إذاعة دمشق. وكانت هذه التمثيلياتُ تعالج القضايا الاجتماعية، بأسلوب شعبي قريب من عامَّة الناس.
وأخلص حكمت محسن جهدَه الأكبر للإذاعة، وذاع صيتُه بعد أن سجَّل لإذاعة الشرق الأدنى البريطانية التي صارت فيما بعد إذاعة لندن (بي بي سي/ BBC) وكانت تبثُّ من قبرص، سجَّل ثلاثين حَلْقةً لأول مسلسل إذاعي له بعنوان (صندوق الدنيا عجايب). كان يكتب الحلقة في المساء وتُسجَّل في صباح اليوم التالي، وقد بُثَّت الحلَقاتُ على مدار أيام شهر رمضان عام 1369هـ/ 1950م في وقت الإفطار. وكان فريقُ التمثيل من الفرقة السورية للتمثيل والموسيقا، ومنهم: تيسير السعدي، ودلال شعراوي، وفهد كعيكاتي، وعبد السلام أبو الشامات. وأخرج المسلسلَ كامل قسطندي، وكان حكمت محسن يؤدِّي دورَ الراوي في بداية كل حلقة بشخصية (أبو رشدي). وأمضى في قبرص أربعين يومًا حققت له قفزةً كبيرة في مسيرته الفنية، وضعَته في مرتبة النجومية؛ كاتبًا دراميًّا وممثلًا.
وفي عام 1951م استدعاه مديرُ الإذاعة السورية أحمد عسَّة، وطلب منه الكتابةَ للإذاعة الوطنية، فشهدت التمثيلياتُ الإذاعية تطورًا وانتشارًا. وكوَّن (ثنائيًّا فريدًا) مع الممثل والمخرج تيسير السعدي، فكان حكمت محسن يكتب، وتيسير السعدي يُخرج.
وفي عام 1954م كتب للإذاعة تمثيلية (الخلف)، ثم (حظك بختك)، ثم صارت الإذاعة تبثُّ من أعماله بغزارة، وكان له حلقاتٌ تمثيلية مفردة بعنوان (تمثيلية شعبية) تُبَثُّ كلَّ سبت وثلاثاء وخميس، وكتب تمثيلياتٍ وطنيةً منها (دموع الفرح) عن عيد الجلاء، وتمثيلية (أبو جلاء) عن نضال الشعب السوري أيام الاحتلال الفرنسي، شارك هو في التمثيل فيها بدور (أبو رشدي) مع رفيق السبيعي بدور (أبو صيَّاح). وبلغ ما كتبه لإذاعة دمشق من حلَقات أو شارك فيها أكثر من 800 حلقة.
وكان يتقاضى أجرَه على الإنتاج (على الحلقات)، ثم في عام 1954م أُحدثت شعبة التمثيليات في إذاعة دمشق، بإدارة ممتاز الركابي، فعُيِّن حكمت محسن موظفًا رسميًّا براتب شهري منتظَم.
واستمرَّ تعاونه أيضًا مع إذاعة الشرق الأدنى، وممَّا كتبه لها فواصلُ تمثيلية في برنامج (انس همومك)، شارك فيه فنانون كبار أمثال الأخوين رحباني وفريد الأطرش وفيلمون وهبي، حتى وقعَ عام 1956 العدوانُ الثلاثي على مصر، بمشاركة بريطانيا وفرنسا وإسرائيل، فقرَّر مقاطعة الإذاعة وأطلق تصريحًا صحفيًّا طالبَ فيه جميع الفنانين العرب بمقاطعتها، وعدَّ التعاونَ معها خيانةً قومية، وقد استُجيبت دعوته.
ومضى حكمت محسن في عمله في إذاعة دمشق حتى عام 1964م، حين نُقلَ إلى وِزارة الثقافة ليقدِّم خبراته في مجال المسرح. وكان آخرَ ما كتبه للإذاعة المسلسلُ التمثيلي (مأوى العَجَزة) كتب منه حلقةً واحدة، وأربع صفحات من الحلقة الثانية، ولم يتمكَّن من إكمالها لاشتداد المرض عليه الذي انتهى برحيله.

في مهرجان الفلم السوفيتي عام 1957م، من اليمين: أنور البابا، تيسير السعدي، حكمت محسن، الممثل السوفيتي سيرجي بندرا تشوك (بطل فلم عُطَيل)، عبد اللطيف فتحي، الممثلة (بطلة فلم سقوط القيصرية)، صلاح دهني

## مسيرته التلفازية
مع افتتاح التلفزة السورية في 23 من تموز عام 1960م، باسم (التلفزيون العربي - دمشق) قدَّم بعضَ التمثيليات التلفازية فيها، وأُعيد إنتاجُ بعض تمثيلياته الإذاعية في مسلسلات تلفازية.
ولم يكن حضوره في التلفزة كبيرًا فقد استولت الإذاعة على جُلِّ وقته وجهده، وكذلك أصيب بالشلل بعد ستِّ سنين فقط من افتتاح البث التلفازي. ومن أهم ما كتبه للتلفاز السوري هو برنامج (نهوند) التمثيلي المنوَّع، وفكرته قريبة من فكرة مسلسله الإذاعي (مرايا الشام)، تناولت حلَقاتُه الفنانين الذين عرفتهم دمشق أيام أبي خليل القبَّاني وما بعده في القرن التاسع عشر، وكان بطل معظم الحلَقات رفيق السبيعي، وشارك معه تيسير السعدي، ونزار فؤاد، ونور كيالي، ومحمد العقاد، وفهد كعيكاتي بشخصية (أبو فهمي)، وأخرجه جميل ولاية. وشاركت فرقةُ أمية للفنون الشعبية بالرقصات الاستعراضية الغنائية ضمن البرنامج.
وقدَّم للتلفاز أيضًا تمثيلية اجتماعية بعنوان (نهاية سِكِّير) أعاد كتابتَها بعد أن كان قدَّمها في تمثيلية إذاعية، وعُرضت عام 1961م، وأخرجها نزار شرابي، وأدَّى بطولتها الممثل صبري عيَّاد. وكذلك أعاد كتابة مسلسله الإذاعي (مذكِّرات حرامي) ليصير مسلسلًا تلفازيًّا، عُرض عام 1968م، أخرجه علاء الدين كوكش، وممَّن مثَّل فيه: عبد الرحمن آل رشي، وهاني الروماني، وعمر حجو، وسلوى سعيد، وشاكر بريخان، وحقق نجاحًا.
ونهض علاء الدين كوكش بإخراج عددٍ من التمثيليات للتلفاز كان كتبها حكمت محسن للإذاعة، بعد أن أعدَّها للتلفزة الكاتبُ زكريا تامر، وعُرضت في عام 1968م في أثناء مرض حكمت الذي انتهى بوفاته آخر العام. ومن هذه التمثيليات: (خناقة الناس الطفرانين) وممَّن مثل فيها أنور البابا بشخصية (أم كامل)، وتمثيلية (المصوِّر) مثَّل فيها فهد كعيكاتي، وملك سكَّر، ويوسف حنَّا. وتمثيلية (العصابة) وشارك في تمثيلها عبد الرحمن آل رشي وفهد كعيكاتي.
ولحكمت محسن مشاركةٌ سنمائية واحدة في دور صغير عام 1948م، في الفِلم السِّنِمائي (نور وظلام)، وهو أولُ فِلم سوري ناطق، أخرجه نزيه الشهبندر، وكتبه (تأليف وسيناريو) محمد شامل وعلي الأرناؤوط، وقام ببطولته المطرب رفيق شكري، مع الممثلة إيفيت فغالي، وشامل مرعي، وأنور البابا، وحكمت محسن، ونزار فؤاد، وسعد الدين بقدونس، وماري يونس.

مشهد من مسرحية صابر أفندي للكاتب حكمت محسن، بطولة عبد اللطيف فتحي

## مسيرته المسرحية
كان حكمت محسن يؤمن أن المسرح هو المَيدانُ الحقيقي للفنان الموهوب، وقد شارك فيه ممثلًا من بداياته، ثم كان حضوره المسرحي طاغيًا في الكتابة والإشراف. وتُصنَّف مسرحياته التي كتبها بانتمائها الصادق إلى المسرح الشعبي؛ لاعتماده اللهجةَ العامية الشعبية السائدة، ولاختياره المواضيعَ المستمدَّة من معاناة الطبقات الشعبية الكادحة، ولتقديمه الشخصياتِ الشعبيةَ المحبَّبة والقريبة من عموم الناس.
وفي عام 1959 كلَّفَته وِزارةُ الثقافة إنشاءَ فرقة (المسرح الشعبي) لتقديم المسرحيات باللهجة العامية، وفي الوقت نفسه كلَّفَت نهاد قلعي إنشاءَ فرقة (المسرح القومي) لتقديم المسرحيات باللغة العربية الفصحى، لكتَّاب مسرحيين عرب، أو مسرحيات مترجمة. وتولَّى حكمت محسن إدارةَ المسرح الشعبي، وكانت أُولى عُروضه مسرحية (بيت للإيجار) من كتابته. وبقي مديرًا للمسرح إلى أن أصيبَ بالمرض والشلل عام 1966م، فتولَّى عبد اللطيف فتحي إدارته، حتى انفرطَ عِقدُه عام 1968م، بسبب الحرب الشَّعواء عليه من النخبة المثقفة التي كانت ترفضُ تقديم مسرحياتٍ بغير اللغة العربية الفصحى، فقُرِّر دمجه في المسرح القومي.
```
 ومن أهمِّ ما كتب عبر مسيرته الفنية من المسرحيات الشعبية: مسرحية (يا مستعجل وقف لقلك)، وهي مسرحية فُكاهية، كتبها عام 1954، وأخرجها 
تيسير السعدي
، وقدمتها الفرقة السورية للتمثيل والموسيقا، ومثَّل الشخصيات فيها: حكمت محسن (أبو رشدي)، 
وأنور البابا
 (أم كامل)، 
وفهد كعيكاتي
 (أبو فهمي)، 
ورفيق السبيعي
 (أبو صياح)، وياسين الدركزللي (أبو إبراهيم).
```

ومسرحية (الكرسي المخلوع) وهي فُكاهية، كتبها عام 1957، وأخرجها تيسير السعدي، وقدمتها الفرقة السورية، في دمشق وبيروت والقاهرة والإسكندرية. ومسرحية (بيت للإيجار) وهي فُكاهية، كتبها عام 1961، عُرضت في بعض أحياء دمشق الشعبية؛ مثل: سوق ساروجة، والمَيدان، والمهاجرين. أخرجها تيسير السعدي، وقدَّمتها فرقة المسرح الشعبي، وشارك في التمثيل فيها: محمد علي عبده، وأحمد أيوب، ونور كيالي، ورفيق السبيعي، وميليا شمعون فؤاد (زوجة الممثل نزار فؤاد)، وفريال كريم، وعبد الله النشواتي.

غلاف مسرحية صابر أفندي للكاتب حكمت محسن، في طبعتها الأولى والأخيرة

أما أهمُّ ما كتبه من مسرحيات وأشهرها، فهما مسرحيتان؛ الأولى مسرحية (صابر أفندي)، والأُخرى (يوم من أيام الثورة السورية). ويَعُدُّ النقاد مسرحيةَ (صابر أفندي) من عيون المسرح السوري، ومن أشهر المسرحيات التي حققت نجاحًا كبيرًا. وهي مسرحية طويلة في ثلاثة فصول، عُرضت أول مرة عام 1957م، قدَّمتها فرقة (المسرح الحر)، وأخرجها وأدَّى دور البطولة فيها الفنان عبد اللطيف فتحي، وشارك في التمثيل: توفيق العطري، ونزار فؤاد، وصبري عياد، ونور كيالي، وعايدة هلال، ونزار شرابي. وكان فخري البارودي في طليعة الحضور مع الجمهور الكبير في يومها الأول، وأبدى إعجابه ورضاه عنها. ثم أُعيد عرض المسرحية مرة أُخرى بعد رحيل حكمت محسن بزهاء شهر في آخر عام 1968م، بأداء فرقة المسرح القومي، وكذلك كان مخرجها وبطلها عبد اللطيف فتحي. ثم أعاد الفنان رفيق السبيعي عرضَها في الثمانينيات في معظم المحافظات السورية ما عدا دمشق.
وصدرت المسرحيةُ مطبوعةً في كتاب مرتين الأولى عام 1958م طبعها حكمت محسن على نفقته، وقدَّم لها بمقدمة نقدية وافية ممتاز الركابي، وخطَّ حكمت في صدرها إهداء قال فيه: « إلى كل صابر أفندي في الدنيا، تحت كلِّ كوكب وشمس. إلى البُسَطاء المتألمين الطيبين الذين تُرشدنا آلامُهم إلى الشعور بأخطائنا، وإلى السُّموِّ والتجدُّد، أُهدي هذا الكتاب». والأُخرى عام 2008م صدرت بالتعاون بين أمانة دمشق عاصمة الثقافة ودار ممدوح عدوان، ضمن سلسلة (ذاكرة المسرح السوري).
والمسرحية الأُخرى (يوم من أيام الثورة السورية) كتبها في منتصف عام 1959م، وهي أشبه بالأوبريت في فصلين؛ فقد تضمَّنت التمثيل والغناء والرقص الشعبي. أخرجها تيسير السعدي، وقدَّمتها فرقة (المسرح الشعبي)، وكان عرضُها على مسرح معرِض دمشق الدَّولي، في نهاية عام 1959م. ووضع ألحان الأغنيات فيها عدنان قريش، والموسيقا التصويرية صُلحي الوادي وهو الذي قاد الفرقة الموسيقية التي رافقت العروضَ وأدَّت الموسيقا في عزف حي.
أما الموضوعُ الرئيس لها فهو معركة (جسر تورا) في غوطة دمشق الشرقية، بين ثوَّار الغوطة وقوات المحتل الفرنسي، التي تضافرت فيها جهودُ أبناء دمشق من جميع الأحياء مع أهالي الغوطة. فجات مجموعةٌ من حيِّ الشاغور بقيادة المجاهد حسن الخرَّاط الذي مثَّل دوره رفيق السبيعي، ومجموعةٌ من حيِّ المَيدان بقيادة المجاهد محمد الأشمر الذي مثَّل دوره نزيه شركس، ومجموعةٌ من حيِّ العَمارة بقيادة أبي عبده سكر الذي مثَّل دوره محمد خير الفقير. وشارك فيها عددٌ كبير من الممثلين، منهم: عبد اللطيف فتحي، وأنور البابا، وفهد كعيكاتي، وأكرم خلقي، ومحمد العقاد، ونزار فؤاد، وعبد الرحمن آل رشي، وصبحي الطرابلسي، وياسين بقوش، ويوسف شويري، ونور كيالي، وعبد الوهاب عزت، وأديب قضماني، وبديع نجاتي، وعدنان صافية، وسعيد إيتوني، وأديب المنجد، وإبراهيم صافي، وعمر الطوخي، وخالد بهنسي، وبهيج خباز، وراتب قبرصلي، والممثلتان كلير سمعان، وميليا فؤاد (ميليا شمعون).

مجلس إدارة أول نِقابة للممثلين في سورية عام 1952، الجالسان: حكمت محسن، ومصطفى هلال. والوقوف: يوسف فهدة، صبري عياد، تيسير السعدي

ويُذكر أن حكمت محسن أسهم في عام 1952م مع لفيفٍ من الفنانين بتأسيس نقابة للمثلين؛ للدفاع عن حقوقهم، وكان عضوًا في مجلس إدارتها، مع الفنانين: مصطفى هلال، ويوسف فهدة، وتيسير السعدي، وصبري عياد.

## أعماله الفنية

### أعماله الإذاعية

#### البرامج الترفيهية والتمثيلية
1. (انسَ همومك) قدَّمته إذاعة الشرق الأدنى، أواخر الأربعينيَّات.
2. (صندوق الدنيا عجايب) قدَّمته إذاعة الشرق الأدنى، عام 1950م.
3. (اضحك تربح) أذيع عام 1957م.
4. (ثورة شعب) برنامج تمثيلي وطني عن نضال الشعب الجزائري في إبَّان الاحتلال الفرنسي، أُذيع عام 1957م.
5. (سهرات أهل الفن)
6. (تحت الشباك)
7. (مسرح الإذاعة)
8. (حكايا الجَدَّة)
9. (طاقية الإخفاء)

#### المسلسلات الدرامية الاجتماعية الناقدة
1. (أطفالنا أكبادنا) مسلسل للأطفال أُذيع عام 1957م.
2. (منزل الأحباب) مسلسل قدَّم منه مئة وخمسين حلقة.
3. (معليش)
4. (الخطَّابة)
5. (صور شعبية)
6. (مذكرات حرامي)
7. (الأب) من أواخر الأعمال التي كتبها بعد مرضه عام 1966م.

#### التمثيليات الاجتماعية الناقدة
1. (يا آخد القرد على ماله) أذيعت عام 1954م.[17]
2. (الخلف) أذيعت عام 1954م.
3. (حظك بختك) أذيعت عام 1954م.
4. (الضرة مرة) أذيعت عام 1957م.
5. (الطلعة من ورا والنزلة من قدام) أذيعت أوائل الستينيات.
6. (كوم حجار ولا هالجار)
7. (المايكرفون في العيد)
8. (الضيف اللطيف)
9. (المتسوِّل)
10. (العصابة) حوِّلت إلى تمثيلية تلفازية.
11. (العيرة ما بتدفي)
12. (الناس اللي تحت)

#### التمثيليات الدرامية
1. (دموع الفرح) عن عيد الجلاء.
2. (أبو جلاء) عن نضال الشعب السوري أيام الاحتلال الفرنسي.
3. (مذكِّرات حرامي)
4. (نهاية سِكِّير)

#### البرامج التراثية
1. (مرايا الشام) مسلسل تحكي كلُّ حلقة فيه قصةَ فنان سوري قديم من غير المشهورين، في إطار درامي غنائي، مزج فيها بين الواقع والسير الشعبية مثل (ألف ليلة وليلة) و(السندباد).
2. (السندباد) مسلسل في 30 حلقة، اقتبسه من حكايات السندباد، ووظفها في نقد الواقع السياسي والاجتماعي والاقتصادي في سورية. أذيع عام 1958م.
3. (الحكواتي)
4. (ملحِّن قديم)

### أعماله التلفازية
1. (نهوند) برنامج تمثيلي.
2. (نهاية سِكِّير) تمثيلية اجتماعية، أعاد كتابتَها بعد أن كان قدَّمها في الإذاعة، عُرضَت عام 1961م، بإخراج نزار شرابي.
3. (مذكِّرات حرامي) مسلسل إذاعي، أعاد كتابتَه بعد أن كان قدَّمه في الإذاعة، عُرض عام 1968م، بإخراج علاء الدين كوكش، وتقديم المذيع ومدير البرامج في التلفاز السوري فؤاد شحادة أبو نبوت.[18]

### أعماله المسرحية
1. (أبو زينب بيَّاع الحلاوة) نحو عام 1935م.
2. (استقالة إبليس) عام 1938م.
3. (الشهيد والطريد) عام 1941م.
4. (في ربوع الشام) نحو عام 1944م.
5. (يا مستعجل وقف لقلك) فُكاهية كتبها عام 1954م، إخراج تيسير السعدي.
6. (الكرسي المخلوع) فُكاهية كتبها عام 1957م، إخراج تيسير السعدي.
7. (صابر أفندي) عام 1957، إخراج وبطولة عبد اللطيف فتحي.
8. (بيت للإيجار) فُكاهية كتبها عام 1961م.
9. (يوم من أيام الثورة السورية) عام 1961م، إخراج تيسير السعدي، عُرضَت في معرِض دمشق الدَّولي.
10. (سورية في خمسين عامًا) وهي مسرحية ملحمية، قدَّم فيها لوحاتٍ نضاليةً من تاريخ سورية على مدار خمسين عامًا، أدَّتها فرقة أمية للفنون الشعبية.

## أزجاله وأغنياته

حكمت محسن ضيف برنامج (سهرة مع فنان)، مع المذيع نذير عقيل. والممثلون: فهد كعيكاتي، ورفيق السبيعي، ومحمد خير حلواني، في مشهد تمثيلي.

إضافة إلى التمثيل والكتابة الدرامية وكتابة البرامج، امتلكَ حكمت محسن موهبة كتابة الزَّجَل، وكان من وقت مبكِّر يكتب الأزجال والمونولوجات ويقدِّمها بنفسه بين فصول المسرحيات، ويفتتح بها بعض التمثيليات، ومن أزجاله (يا شاربين الكاس)، و(خايف)، و(شو هالحالات)، و(يا سلام عَ الصبية).
وكتب كذلك كلماتٍ لأغنيات لحَّنها بعضُ الملحنين السوريين وغنَّاها بعضُ المطربين، منها عددٌ من الأغاني لحَّنها عدنان قريش وغنَّتها المطربة كروان، منها: (دخيلو ربك)، و(زين يابا زين)، و(يابو عيون اللويزة)، ومنها أغنية أدَّتها المطربة سحر (محكمة قراقوش)، وأغنيات أدَّتها مجموعاتٌ غنائية، منها: (دَنْ دِنْ يا دنو)، و(هيّي لينا)، و(وين وين يا دنيي) وهي من ألحان قريش أيضًا.
وهذا نموذج من أزجاله:

## حضوره الإعلامي
كانت إطلالاتُ حكمت محسن الإعلامية قليلة جدًّا، في التلفزة والإذاعة والصِّحافة، فلم يظهر في التلفاز إلا مرتين؛ الأولى في أوائل افتتاح التلفزة السورية في برنامج (محكمة الفن) الذي يُستضاف فيه كلَّ حلقة فنانٌ يتحدَّث عن سيرته الفنية، ويكون اللقاءُ في صورة محكمة فيها نائب عام هو معدُّ البرنامج ومقدِّمه المذيع ماجد الشبل (السعودي الأصل)، ومعه ثلاثةُ قضاة، هم الفنانون: مصطفى هلال، ونهاد قلعي، وشاكر بريخان. ويجيب الفنانُ الضيف عن أسئلتهم، وكان ضيفَ إحدى الحلَقات حكمت محسن.
والمرَّة الأُخرى في برنامج (سهرة مع فنان) الذي يعدُّه ويقدِّمه الإعلامي نذير عقيل، في مطلع الستينيات أيضًا، واستُضيف حكمت محسن في حلقة من حلَقاته، وعُرض فيها مشاهدُ تمثيلية حيَّة من أعماله، وممَّن شارك في المشاهد التمثيلية رفيق السبيعي، وفهد كعيكاتي، ومحمد خير حلواني.
وكان له إطلالةٌ إذاعية وحيدة في (ندوة الإذاعة السورية)، التي كان يعدُّها ويقدِّمها دوريًّا الدكتور صباح قباني (شقيق الشاعر نزار قباني)، وتتناول كلُّ حلقة قضيةً ثقافية أو فنية أو فكرية، ويشارك فيها عددٌ من المتخصِّصين بموضوعها. والندوة التي شارك فيها حكمت محسن كانت في آخر عام 1953م، بعنوان (شؤون التمثيل المسرحي والإذاعي)، وشارك معه فيها كلٌّ من: مدير الإذاعة أحمد عسَّة، وتيسير السعدي، ووصفي المالح، وممتاز الركابي، وأكرم الميداني.

## قالوا عنه
- وصفه الكاتب المؤرِّخ أكرم حسن العلبي بقوله: «كان حكمت محسن فنانَ الشعب البائس المسكين، آمن بأن الضحك للإضحاك هو بمثابة ضحك على الناس وليس تسليةً لهم، وأن المأساة (التراجيديا) قد تخفِّف عن البؤساء آلامَهم أكثر من الملهاة (الكوميديا)».[23]
- وقال عنه الفنان تيسير السعدي: «لم يتعلَّم حكمت محسن في المدارس، وإنما ثقفَ نفسه بنفسه، وعندما زرته في بيته فوجئتُ بوجود مكتبة وكتب لروائيين عالميين مثل: إميل زولا، ومكسيم غوركي. وكان يحبُّ غوركي كثيرًا ويقول: إن حياتي تشبه حياته».[24]
- وأشاد بجهوده ممتاز الركابي في تقديمه لمسرحية (صابر أفندي) المطبوعة، قائلًا: «لا يسَعُني إلا أن أتقدَّم بالتهنئة إلى مؤلفها الأستاذ حكمت محسن؛ لأنه أوجدَ المسرحيةَ الشعبية السورية الناجحة لأول مرة، ولأنه تعمَّق في فهم الناس المحيطين به، ولا سيَّما الطبقةِ التي تغالب الأهوالَ الاجتماعية لتعيش، فأخرجها من ظُلماتها لتقولَ للقلب: (هكذا أنا)، وللخير: (هذا ما أعاني)، وللمجتمع: (ماذا ستفعلُ من أجلي؟). وهذه الرسالةُ هي لا شكَّ رسالةُ إنسان نقي العاطفة.. وتقدِّر مسؤولياتها في أعمال نافعة، لمجتمع يجب أن تتبدَّد منه غيومُ الشقاء، وتزول منه المرارةُ التي يتجرَّعها الطيِّبون والبسطاء!». كتبها بتاريخ 15/ 1/ 1958م.[25]
- وتحدَّث عن أعماله المؤرِّخ الفني أحمد بوبس فقال: «تُصنَّف أعمالُ حكمت محسن المسرحيةُ والدرامية على أنها من صِنف المَلهاة الفُكاهية (الكوميديا) التي غايتُها الإضحاك والتسلية، ولكن بالتأمُّل فيها نجدها أقربَ إلى المأساة (التراجيديا) ممزوجةً بشيء من الفُكاهة على مبدأ (شرُّ البلية ما يُضحِك) فهو يجعل الناسَ يضحكون من أوجاعهم، ومن مجتمعهم وظُلمه وجَشَعه.. وكتاباتُه الدرامية كانت اجتماعيةً بامتياز، وتقترب أحيانًا من السياسة اقترابًا غيرَ مباشر، لتدينَ المؤسساتِ الرسميةَ التي تشهد المحسوبياتِ والفسادَ وسيطرةَ المنتفعين على مفاصلها. كانت دراما حكمت محسن تغوصُ في سلبيات المجتمع وتنتقدها بأسلوب ساخر ظاهريًّا، لكنَّه أسلوب جادٌّ في باطنه ومضمونه وأهدافه».[26]
- وتناولت الصحفية لبنى شاكر صلة حكمت محسن بالواقع، قائلة: «الإخلاصُ لكل ما هو (مَعِيش) جعلَ حكمت محسن قريبًا من العامَّة، وأكثر فهمًا لها فيما تحب وتتحفظ وتُباهي، لهذا جاء انتقاده لسلوكياتها مُحببًا ومُتقبلًا بما فيه من قسوة ومواجهة، كما لم يكن هذا التوجه مبرِّرًا للسذاجة أو البذاءة أو الاستسهال. يصحُّ أن نتعلَّم من حكمت محسن بعد عقودٍ من الزمن، ونحاورَ هؤلاء بدلَ الإملاء عليهم وتقديم ما لا يعنيهم».[27]
- ووصف أيمن محسن والدَه حكمت محسن بقوله: «كان والدي طيِّبًا معتدًّا بإنسانيته وكرامته، يصون نفسه عن المهاترات والإسفاف والمباذل، يتحمَّل الصدَمات والمضايقات بصدر رحب، ويعذِر كل الناس حتى الذين أساؤوا إليه.. لم يكن المالُ هدفًا له بحدِّ ذاته، بل كان يقنَع بالقليل ما دام يُغنيه عن الحاجة، وكان يمدُّ يدَه لمساعدة البؤساء والمُعْوِزين بالكلمة الحلوة، وبالمال، وبكل ما يقدِرُ عليه».[28]

## تكريمه
قبل رحيله منحه المجلسُ الأعلى لرعاية الفنون والآداب جائزةَ الدولة التشجيعية.

حكمت محسن مع ولدَيه فدوى وأيمن.

## حياته الخاصة
تزوَّج حكمت محسن عام 1938من وداد النيحاوي، وفي عام 1940 تزوَّج امرأة ثانية وُلد له منها ابنتُه فدوى التي صارت ممثلةً في الإذاعة والتلفزة. لكنَّه بعد سنتين من زواجه الثاني طلَّق زوجتَه ورجع إلى زوجته الأولى، ووُلد له منها ولدٌ أسماه أيمن صار مخرجًا تلفازيًّا، يصغُر فدوى بستِّ سنين. وفي عام 1965م استأجر بيتًا في حيِّ المهاجرين جمعَ شمله بولدَيه اللذَين ليس لديه سواهما.

## مرضه ووفاته
في عام 1966م أصيب بجُلطة دماغية سبَّبَت له شللًا نصفيًّا، وبقي طريحَ الفراش حتى وافته المنية. وكانت وفاته في دمشق يوم الثلاثاء 29 من شعبان 1388هـ الموافق 19 نوفمبر (تشرين الثاني) 1968م. وشُيِّع بموكب رسمي وشعبي إلى مثواه الأخير في مقبرة الدحداح بدمشق.

## كتبوا عنه
- كراس (أسرار في حياة الفنان الراحل حكمت محسن)، الملحق الثقافي بجريدة الثورة، 1968م.
- دراسة (حكمة محسن حياته وأعماله) الطالب الباحث لؤي صالح، 1990م.
- مقالة (حكمة محسن فنان الشعب الكبير) عبد الغني العطري، 1998م.
- كتاب (حكمت محسن رائد الدراما الإذاعية) أحمد بوبس، 2017م.
- حُفظ تراث الفنان حكمت محسن في أرشيف الدراسات الشرقية في باريس، وأعدَّ باحث روسي اسمه فيتالي أُطروحةَ دكتوراه عنه.

## الملاحظات
1. ↑  ذكر أحمد بوبس في ترجمته لحكمت محسن في (الموسوعة العربية) أنه ولد بدمشق! وهو وهم منه، صححه في كتابه الذي أخرجه عنه بعنوان (حكمت محسن رائد الدراما الإذاعية) ص13 فذكر أنه ولد في إستانبول، وهو الصواب.
2. ↑  ورد تاريخ ولادته في موقع (السينما.كوم): عام 1900، وهو خطأ صوابه 1910.
3. ↑  ذكر العطري في كتابه عبقريات من بلادي ص301: أن والده تركي، وتابعه موقع الموسوعة الدمشقية! والصواب أن والده دمشقي كوالدته.
4. ↑  ادَّعى بعضُ من كتب عن حكمت محسن أنه هو من ابتكر الشخصيات الشهيرة (أبو فهمي، وأم كامل، وأبو صياح)! منهم: خطيب بدلة في موقع (سوريا)، وكنعان البني في موقع (المهرجانات العربية)! والصواب أن هذه الشخصيات عُرفت قبل حكمت محسن، ولكنه هو من طوَّرها وأحسن توظيفها على نحو متقن، فحظيت بالنجاح والشعبية والشهرة. وقد أكد هذا أحمد بوبس في كتابه عن محسن ص45.
5. ↑  ذكر خطيب بدلة في (موقع سوريا): أن حكمت محسن كان لديه تسعة أولاد؛ معتمدًا على ما صرَّح به محسن في برنامج (محكمة الفن)! ولكنَّ الظاهر أنه كان يقصد شخصية أبي رشدي التي يؤديها، وليس في الحقيقة.

## وصلات خارجية
- حكمت محسن- رائد الدراما الإذاعية I نجوم رمضان -1
- تمثيليات حكمت محسن.. أبو رشدي / حلقة بعنوان (برسيس)
- تمثيليات حكمت محسن.. أبو رشدي / حلقة بعنوان (حمام الهنا)
- تمثيليات حكمت محسن.. أبو رشدي / حلقة بعنوان (ضيف ثقيل)
- سكيتش كوم حجار ولا هالجار، كتابة حكمت محسن، بطولة: أبو فهمي - تيسير السعدي